# 155e régiment d'infanterie (France)
Le 155e régiment d'infanterie (155e RI) est un régiment d'infanterie de l'Armée de terre française créé sous le Premier Empire à partir de quatre cohortes du premier ban de la garde nationale.

## Création et différentes dénominations
- 1813 : 155e régiment d'infanterie de ligne.
- 1814 : Dissous.
- 1887 : 155e régiment d'infanterie.
- 1914 : À la mobilisation, il donne naissance au 355e régiment d'infanterie
- 1923 : Dissous (traditions gardées par le 94e RI).
- 1936 : 155e régiment d'infanterie de forteresse de la Meuse.
- 1940 : Dissous.

## Colonels/chefs de brigade
- 1891 - 1900 : lieutenant-colonel puis colonel Gillet[1]
- 1905 : colonel E. A. F. Saint-Martin
- 25 décembre 1911 - 27 septembre 1914 : Colonel de Mac-Mahon (*)
- 1915 - 1918 : Lieutenant Colonel Étienne
- 20 août 1919 - 1er avril 1923 (dissolution) : Colonel Ruillier

- Lieutenant-Colonel Louis Breistroffer

- 1935 - 1939 : Colonel Epp.
- 1939 - 11 juin 1940 : Colonel Culot.
- 12 juin 1940 - : Lieutenant-Colonel Dupeux.

(*) Officier qui devint par la suite général de brigade.
(**) Officier qui devint par la suite général de division.
Colonels tués ou blessés en commandant le régiment pendant cette période :
Officiers blessés ou tués en servant au 155e entre 1808 et 1814 :
Officiers tués :
Officiers morts de leurs blessures :
officiers blessés :

## Historique des garnisons, combats et batailles du155eRI

### Premier Empire
Le 155e régiment d'infanterie de ligne est formé le 11 février 1813 avec les :
- 10e cohorte du premier ban de la garde nationale formée dans le département de la Meurthe[2]
- 59e cohorte du premier ban de la garde nationale formée dans les départements de Charente et de la Dordogne[2]
- 60e cohorte du premier ban de la garde nationale formée dans le département de la Corrèze
- 70e cohorte du premier ban de la garde nationale formée dans le département de l'Escaut

- 1813 : Campagne d'Allemagne
  - 16-19 octobre : Bataille de Leipzig

Le 21 juillet 1814, le 155e régiment d'infanterie de ligne est licencié, et conformément à l'article 5 de l'ordonnance du 12 mai 1814 :
- Les 1er, 2e, 3e et 5e bataillons sont amalgamés, le 21 juillet 1814, dans le 50e régiment d'infanterie de ligne.

### De 1887 à 1914
Le 155e RI, est formé le 1er octobre 1887 à 3 bataillons provenant des 64e régiment d'infanterie, 65e régiment d'infanterie et 118e régiment d'infanterie, à Lérouville

### Première Guerre mondiale
En 1914 ; Casernement : Commercy (quartier Oudinot), 6e corps d'armée, 79e Brigade d'Infanterie ;
- 40e division d'infanterie : d'août 1914 - décembre 1916
- 165e division d'infanterie : décembre 1916 - novembre 1918

#### 1914
- Fin août : Retraite des 3e et 4e armées : Joppécourt, Fillières
- 2 septembre : Retraite et prélude à la bataille de la Marne : Cierges-Montfaucon ; Beauzée-sur-Aire, Courcelles
- 22 - 24 septembre : Bataille de la Woëvre et Hauts-de-Meuse : La Croix sur Meuse

#### 1915
- Février : Offensives d'Argonne : Vauquois
- Mai - novembre : Argonne : Bagatelle
- 25 septembre-6 octobre : seconde bataille de Champagne, nord de Saint-Hilaire-le-Grand

#### 1916
- Bataille de Verdun :

Février - mars : Mort-Homme
Avril: Cumières
- 6 octobre : Bataille de la Somme : Rancourt, Sailly-Saillisel

#### 1917
- 16 avril : Aisne : attaque sur Berry-au-Bac
- 20 - 26 août : Verdun : Bois des Fosses, Bois de Beaumont

#### 1918
- Oise : Devant Compiègne
- Début août : La Bataille de Picardie
- « Type du régiment de l'Est, qui a su au cours de la guerre justifier la confiance de la Patrie. » Général Caron, 1918.

### Seconde Guerre mondiale
Formé en août 1939 sous le nom de 155e régiment d'infanterie de forteresse, affecté au secteur fortifié de Montmédy (Sous-secteur de la Tête de Pont de Montmédy). Région Militaire, Centre Mobilisateur d'infanterie ; réserve A R.I.F. type Metz/Lauter ; CMI 24 Stenay / Montmedy.
Pendant l'hiver 1939, La Ferté fut tout de même renforcé par des éléments implantés autour de lui, comme des maisons fortes, des blockhaus, des caves bétonnées des obstacles de rails et de barbelés. Le 10 mai 1940, les Allemands déclenchent leur offensive vers l'ouest. Le 13, ils franchissent la Meuse à Sedan et se rapprochent très vite de l'ouvrage de La Ferté qui se trouve dans la nuit du 14 au 15 sur la ligne de défense française. Il est alors occupé par 107 hommes du 155e régiment d'infanterie de forteresse (R.I.F.) commandés par le lieutenant Bourguignon et deux autres officiers sur les 146 hommes initialement affectés à l'ouvrage. Les 39 hommes restants ayant été dépêchés à La Ferté-sur-Chiers[réf. nécessaire], pour aider à la défense du village.
C'est alors que le commandant allemand décide de neutraliser La Ferté et le village fortifié de Villy qui flanque l'ouvrage vers le nord et est défendu par des hommes du 23e régiment d'infanterie coloniale. L'ennemi concentre d'importants moyens d'artillerie.
La garnison de Villy va résister courageusement trois jours aux attaques allemandes. Mais le 18 mai, à bout de ressources, elle est obligée de cesser le combat et de se rendre. Parmi les combattants survivants figurent une vingtaine d'hommes du 155e régiment de forteresse, ils sont faits prisonniers et envoyés en Allemagne, dont certains au Stalag VI-A.
L'ouvrage de La Ferté se retrouve alors seul face à l'ennemi. Le même jour, dès 18 heures, les Allemands lancent une préparation du terrain avec 250 pièces d'artillerie dont les redoutables canons de 88 qui s'en prennent aux cloches du bloc 2.
L'attaque principale débute le 18 mai en fin d'après-midi. Un créneau de la cloche du bloc 2 est touché par un obus qui explose à l'intérieur.
Les hommes qui s'y trouvent sont tués. La tourelle à éclipse est également endommagée et ne peut plus bouger.
Des pionniers allemands se lancent à l'assaut de l'ouvrage, font sauter les créneaux de tir des cloches blindées, culbutent la tourelle et introduisent des charges de neutralisation. Le 19 mai à 5h39 du matin, La Ferté ne répond plus. La plupart des 107 soldats français de l'équipage sont morts par asphyxie.
À proximité de l'ouvrage, un monument en hommage aux héros de Villy-La Ferté rappelle le sacrifice des 107 défenseurs dont la plupart sont enterrés dans la nécropole nationale de Villy.

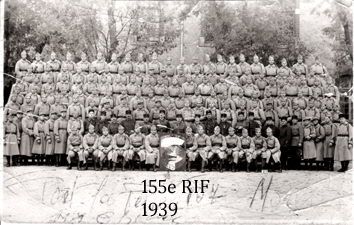
Rare photo du 155e Régiment d'infanterie de Forteresse - 1939.

## Drapeau
Il porte, cousues en lettres d'or dans ses plis, les inscriptions suivantes :
- Weissig 1813[4]
- Champagne 1915
- Mort-Homme 1916-1917[5],[6]
- L'Aisne 1917
- Le Matz 1918
- Montdidier 1918

## Décorations
Sa cravate est décorée de la Croix de Guerre 1914-1918 avec 4 palmes (quatre citatations à l'ordre de l'armée).
Il a le droit au port de la Fourragère aux couleurs du ruban de la Médaille militaire décernée le 7 octobre 1918.

## Faits d'armes faisant particulièrement honneur au régiment
- Weissig 1813.

## Personnages célèbres ayant servi au155eRI
- Gustave Caillois (1874-1958)
- Boris Souvarine (1895 -1984) militant politique critique du stalinisme, et journaliste français d'origine ukrainienne
- Lucien Osty, alias Jean Lartéguy, écrivain (en tant qu'engagé volontaire pour la campagne de 1939-1940, rejoindra ensuite le 5e Régiment d'infanterie en tant qu'officier et participera à la guerre de Corée),

### Sources et bibliographie
- Archives militaires du Château de Vincennes.
- À partir du Recueil d'Historiques de l'Infanterie Française (Général Andolenko - Eurimprim 1969).
- Émile Simond : Historique des nouveaux régiments créés par la loi du 25 juillet 1887